# Primaire laterale sclerose
Primaire laterale sclerose (afkorting PLS) is een zeldzame motorneuronziekte waarbij er verharding optreedt van het weefsel in de afdalende zenuwbaan (piramidebaan). Dit leidt tot verzwakking van de spieren in voeten, benen, handen en gezicht. De ziekte is ongeneeslijk, maar niet altijd fataal. Er is tevens geen vaste behandeling voor.

## Symptomen
Verschijnselen van PLS treden over het algemeen na het 30e levensjaar, waaronder moeite hebben met balans houden, zwakte en stijfheid in de benen, onhandigheid en spasmen. Andere symptomen zijn spasticiteit in handen, voeten of benen; slepen van de voet, spraakproblemen vanwege de betrokkenheid van gezichtsspieren. De ziekte begint normaliter in de benen, maar het kan ook bij de tong of handen beginnen. Er kan sprake zijn van pijnlijke kramp in de benen en soms komen er gevoelsstoornissen in de voeten voor of er kan incontinentie optreden.
De ziekte – waarvan wordt verondersteld dat deze niet erfelijk is – ontwikkelt zich gradueel over een aantal jaren of zelfs tientallen jaren. Er is geen bewijs dat er sprake is van afbraak van motor neuronen of atrofie van de spieren, dit in tegenstelling tot ALS. Diagnosestelling van PLS wordt vaak vertraagd door foutieve vaststelling van ALS.
Naar schatting lijden ruim honderd mensen in Nederland aan PLS.

## Behandeling
PLS is ongeneeslijk. Er is geen vaste behandeling hiervoor. Afhankelijk van de optredende symptomen worden aangepaste behandelingen uitgevoerd zoals het toedienen van medicijnen die de spasticiteit verminderen of fysiotherapie voor oprekken van de spieren. Wanneer de symptomen verergeren worden hulpmiddelen ingezet waaronder steunzolen, wandelstok, rolstoel en spraakversterker.

## Prognose
PLS is niet dodelijk en verkort de levensduur niet. Er is geen geneesmiddel en de ontwikkeling van de ziektes varieert. Sommigen zijn in staat om zelfstandig te wandelen maar anderen zullen uiteindelijk gebruikmaken van ondersteunende middelen voor beweging en communicatie zoals wandelstok, rolstoel en stemversterker.